# Diane Varsi
Diane Varsi, née Diane Marie Antonia Varsi, le 23 février 1938 à San Mateo, en Californie, aux (États-Unis), et morte le 19 novembre 1992 à Hollywood, en Californie, aux (États-Unis), est une actrice américaine.

## Filmographie partielle
- 1957 : Les Plaisirs de l'enfer (Peyton Place) : Allison MacKenzie
- 1958 : 10, rue Frederick : Ann Chapin
- 1958 : La Fureur des hommes (From Hell to Texas) : Juanita Bradley
- 1959 : Le Génie du mal (Compulsion) de Richard Fleischer : Ruth Evans
- 1967 : Roseanna de Hans Abramson : Mary Jane
- 1967 : Sweet Love, Bitter : Della
- 1968 : Les Troupes de la colère (Wild in the Streets) : Sally LeRoy
- 1968 : Killers Three : Carol Warder
- 1970 : Bloody Mama : Mona Gibson
- 1971 : Johnny s'en va-t-en guerre (Johnny Got His Gun) : Quatrième infirmière
- 1972 : L'Intruse (The People) (TV) : Valancy Carmody
- 1977 : Jamais je ne t'ai promis un jardin de roses (I Never Promised You a Rose Garden) : Sylvia